# Spotleeuwerik
De spotleeuwerik (Mirafra cheniana) is een zangvogel uit de familie Alaudidae (leeuweriken).

## Verspreiding en leefgebied
Deze soort komt voornamelijk voor in centraal en oostelijk Zuid-Afrika.